# Florespapageichen
Das Florespapageichen (Loriculus flosculus), früher als Blütenpapagei bezeichnet, ist eine Papageienart aus der Gattung der Fledermauspapageien (Loriculus). Es kommt auf Flores und der Nachbarinsel Rinca vor.

## Merkmale
Das Florespapageichen erreicht eine Körperlänge von 12 cm. Beim Holotyp beträgt die Flügellänge 79 mm, die Schwanzlänge 33 mm, die Schnabelfirstlänge 11 mm und die Lauflänge 12 mm. Das Grundgefieder ist gelblichgrün, auf der Unterseite deutlich heller. Beim adulten Männchen ist der Nacken bis zum oberen Mantel bräunlich-orange durchzogen. An der Kehle befindet sich ein länglicher roter Fleck. Steiß und Oberschwanzdecken sind purpurrot. Der Rücken hat einen orangefarbenen Anflug. Die Flügel sind grün, die Unterseite der Schwingen sind grünlich-blau. Die Schwanzfedern sind oberseits grün mit gelbgrünen Spitzen. Die äußeren Schwanzfedern haben zusätzlich eine schmale rötliche Zeichnung an den Außenfahnen der Spitze. Die Schwanzunterseite ist grünblau. Der Schnabel ist orange-rot mit gelblichen Spitzen. Iris und Beine sind orangefarben. Die Füße sind bräunlich fleischfarben. Beim adulten Weibchen ist wenig oder kein Rot an der Kehle. Die Iris ist braun. Die Jungvögel ähneln den Weibchen, sie haben aber stumpfer gefärbte Schnäbel und Beine als diese.

## Lebensraum
Das Florespapageichen bewohnt Wälder und bewaldete Gebiete sowie hohe Sekundärvegetation.

## Lebensweise
Das Florespapageichen ist außerhalb der Brutzeit in kleinen Familienverbänden und Gruppen bis zu 10 Vögeln anzutreffen. Auf blüten- und früchtetragenden Bäumen bilden sie gelegentlich größere Ansammlungen. Im Blattwerk werden sie leicht übersehen, da das Gefieder ideal tarnt. Daher kann man sie meist nur fliegend beobachten. Der Flug ist schnell mit schwirrenden Flügelschlägen. Die Nahrung besteht aus Nektar, Früchte, Knospen, Blüten und Samen. 

## Lautäußerungen
Der Ruf umfasst Kombinationen von insektenähnlichen, kurzen, stakkatoartigen, hohen tsee- oder tsik-Tönen.

## Status
Kurz nach seiner Entdeckung im 1863 war das Florespapageichen nur von wenigen Exemplaren bekannt. 1978 gelang Pater Erwin Schulz die Wiederentdeckung. Er lokalisierte die Vögel im Regenwald in 1035 m Höhe und anschließend anderswo in niedrigeren Höhenlagen. Bei einer im Juli bis September 1993 durchgeführten Studie wurden die Florespapageichen nur in Tanjung Kerita Mese, Westflores, nachgewiesen, wo sie weit verbreitet waren, und Anfang November 1994 wurde an einem anderen Ort in Westflores ein kleiner Schwarm beobachtet. Obwohl sie möglicherweise an einigen Orten lokal häufig vorkommen, mit einer Dichte von etwa 10 Vögeln pro Hektar in der Region Tanjung Kerita Mese, sind sie im Allgemeinen nach wie vor selten und durch den Verlust ihres Lebensraums infolge der extensiven Abholzung für die Landwirtschaft bedroht, wobei der verbleibende fragmentierte Wald durch das Sammeln von Brennholz, die kommerzielle Abholzung und die Holzgewinnung für den Wohnungsbau weiter beeinträchtigt wird. Unterhalb 1000 m befinden sich keine ausgewiesenen Schutzgebiete. Ende April 2003 wurde auf der Insel Rinca im Nationalpark Komodo eine Population dokumentiert und im April 2006 wurden dort Brutaktivitäten beobachtet. Basierend auf der Auswertung bekannter Nachweise, Bestandserhebungen und der Größe des Verbreitungsgebietes wird die aktuelle Population auf 2500 bis 9999 ausgewachsene Vögel geschätzt, wobei ein rascher Rückgang vermutet wird, wenn in naher Zukunft keine Erhaltungsmaßnahmen durchgeführt werden. Die IUCN klassifiziert das Florespapageichen in die Kategorie „gefährdet“ (vulnerable). Das Florespapageichen wird in menschlicher Obhut gehalten. Einen Zuchterfolg gab es bislang jedoch nicht.